# Вторая Итальянская кампания
Втора́я италья́нская кампа́ния или Итальянская кампания 1800 года — военная кампания Первого консула Наполеона Бонапарта против австрийских войск в Северной Италии во время войны Второй коалиции. Бонапарт организовал и возглавил дерзкий переход через Альпы, чтобы атаковать с тыла австрийскую армию, осаждавшую французские войска, блокированные в Генуе. После успеха маневра Бонапарт двинулся в долину реки По и столкнулся с австрийской армией в решающем сражении при Маренго, которое завершилось победой французов. 

## Политическая ситуация перед кампанией
После переворота 18 брюмера была свергнута Директория и власть перешла в руки трёх консулов — Роже Дюко, Сийеса и Наполеона, который стал первым консулом. Именно он стал полновластным правителем страны.
В то время политические коллизии застали Францию в тяжёлом положении — финансы были в плачевном состоянии, сторонники Бурбонов активизировались по всей стране, в Вандее продолжалось роялистское восстание.
После итальянского похода Суворова французские войска были изгнаны из Италии, островов Корфу и Мальта и отчаяно оборонялись в Египте. Наполеон Бонапарт, осознавая, что утомлённый потрясениями революции и долгой войной французский народ жаждет мира, 25 декабря 1799 года официально обратился к главам Австрии и Англии с мирными предложениями. Подобным ходом Наполеон рассчитывал заручиться симпатиями общественности и возложить ответственность за продолжение конфликта на противную сторону. Антифранцузская коалиция же мира не желала, учитывая сложное внутриполитическое положение Франции и победы Суворова на реке Треббия и при Нови.

## Стратегическая расстановка сил
Наполеону удалось мобилизовать 200 тысяч рекрутов и 30 тысяч ветеранов, что было огромной силой. Он надеялся с этими войсками спасти страну от австрийцев и их интервенции. В начале 1800 года австрийцы, имея в Германии 150-тысячную армию генерала Края и в Италии 120 тысяч барона Меласа, достигли решительного численного перевеса над французами (120 тысяч Моро в Германии и 40 тысяч Массены в Генуе, в Бельгии располагалась армия Ожеро для предотвращения вторжения англичан).
План австрийцев состоял в том, чтобы, начав действия в Италии по направлению к реке Вар и Ницце, притянуть туда главные силы французов и тем облегчить армии Края переход через Рейн. На занятие Швейцарии, в целях связи между армиями, австрийцы не обратили внимания. Эта ошибка, в связи с выгодным географическим положением Швейцарии в отношении расположения австрийской армий, послужила Бонапарту основанием для неподражаемой стратегической операции, а искусное её выполнение покрыло его неувядаемой славой.
Пользуясь значительно выдающимся положением Швейцарии, он тайно для всей Европы решил сосредоточить в ней 40 тысячную армию и, смотря по обстоятельствам, двинуть её либо на подкрепление Моро в Германию, либо в Италию на тылы армии Меласа. И ввиду того, что успех Моро уже обозначился (Край был оттеснён к Ульму), а Массена находился в критическом положении, блокированный в Генуе, Бонапарт бросил эту резервную армию в Италию. Таким образом, план в исполнении обращался в обширный стратегический обход. Бонапарт не имел ни численного превосходства, ни превосходства над противником в стратегическом положении, так как имел короткую базу Лион — Безансон, при том находившуюся в стороне, а противник имел достаточно обеспеченные сообщения; кроме того, предстояло перевалить Альпийский хребет, без дорог, в период таяния снега; следовательно, ближайшая цель, которую ставил себе первый консул — с 40 тысячами броситься в тыл 120-тысячной армии — была более, чем смела; поэтому ему необходимо было соединить решительность с осторожностью; главными условиями успеха были скрытность и внезапность.
Бонапарту предстояло скрытно от всех создать армию — задача почти неразрешимая, а затем эту армию неожиданно для неприятеля бросить на его сообщения с таким расчётом, чтобы последний не мог противопоставить свой контр-манёвр. Обе эти задачи, при помощи ряда превосходно задуманных демонстраций, были блестяще выполнены. Формирование армии началось в различных местностях Франции 7 января. План Бонапарта был известен только Бертье — начальнику штаба, Мармону, Гассенди, которым поручено было формирование войск, и Мареско, производившему разведку альпийских проходов. Предполагая создаваемую армию сосредоточить у Женевского озера, Бонапарт приказал напечатать в «Монитере» (официальная газета) консульское постановление о формировании в Дижоне 60-тысячной армии, где для виду действительно было собрано незначительное число ветеранов и новобранцев. Эта демонстрация удалась, а между тем со всех сторон Франции потянулись небольшими эшелонами войска на сформирование армии. Сами войска не знали, куда идут, маршруты выдавались на короткие расстояния; подобные передвижения, по самому способу их исполнения, не могли возбудить особого внимания.
Благодаря этим мерам, в первых числах мая армия успела незаметно для всех сосредоточиться в окрестностях Женевского озера. Состав её был следующим: авангард Ланна (8 тысяч) — дивизия Ватрена, бригада Майнони и кав.бригада Риво, корпус Дюгема (15 тысяч) — дивизии Буде и Луазона, корпус Виктора (15 тысяч) — дивизии Гарданна и Шамберлака, конница Мюрата (4 тысячи). В резерве находились дивизия Монье и итальянский легион Лекки. Эти силы были направлена для продвижения в Италию через перевал Большой Сен-Бернар, а дивизия Шабрана — через Малый Сен-Бернар. На формирование и сосредоточение потребовалось около 4 месяцев.

## Расстановка сил на итальянском театре
Положение сторон на итальянском театре было следующим: Лигурийская армия Массены (около 30 тысяч) правым крылом Сульта (18 тысяч) занимала Геную и наблюдала все альпийские проходы от Сен-Мартина д’Альборо до Вадо; центр Сюше (12 тысяч) занимал пространство от Вадо до прохода Коль-ди-Тенде; наконец, Луи Мари Тюрро (5 тысяч), вошедший в состав армии, составил левое крыло и наблюдал альпийские проходы до Женевского озера. С открытием австрийцами в начале апреля военных действий, растянутая Лигурийская армия после упорной борьбы была разорвана в центре на две части: Массена отступил к Генуе, где и был заблокирован; Сюше в начале мая отброшен к Ницце и далее за реку Вар.
Австрийская армия: фельдмаршал-лейтенант Эльсниц (25 тысяч) стоял на реке Вар, против Сюше; генерал Отт (30 тысяч) блокировал Геную; фельдмаршал-лейтенант Кайм (12 тысяч) наблюдал за проходом Сени; Гадик (9 тысяч) — за выходом у Ивреи и Вукасович (10 тысяч) — за выходом со стороны Сен-Готарда; остальные войска (34 тысячи) занимали крепости Пьемонта, Ломбардии и Тосканы.
Бонапарт первоначально имел в планах произвести широкий обход на Шплюген и Бергамо, но замедление открытия похода на Рейне (Край ещё не был отброшен к востоку) не допускало такого риска; в то же время тяжёлое положение Массены заставляло сократить обход, для чего оставалось воспользоваться направлениями от Женевы через Сен-Бернар или Симплон, или Сен-Готард. Последний проход был также значительно удалён и, кроме того, уже был занят войсками Монсея (15 тысяч) — дивизии Лоржа и Ла Пуапа (de la Poype), направленными Моро на подкрепление Итальянской армии; первые два прохода имели одинаковые свойства, но Сен-Бернарский был короче (около 70 километров) и приводил к достижению весьма важной цели — непосредственно в тыл неприятельской армии.
Операционная линия австрийцев хотя и была длинна, но её нельзя было считать необеспеченной. Её обеспечивали Альпы, считавшиеся в то время непроходимыми, по крайней мере, для целых армий, и охраняли 30 тысяч войск (Кайм, Гадик и Вукасович). Но Мелас не обратил внимания на крепость Иврею и не привёл её в оборонительное состояние; между тем, она могла бы сыграть большую и неблагоприятную роль для французов.
Что же касается операционного направления Бонапарта, то безопасность его всецело зависела от искусства выполнения им марша-манёвра.

## Переход через Альпы

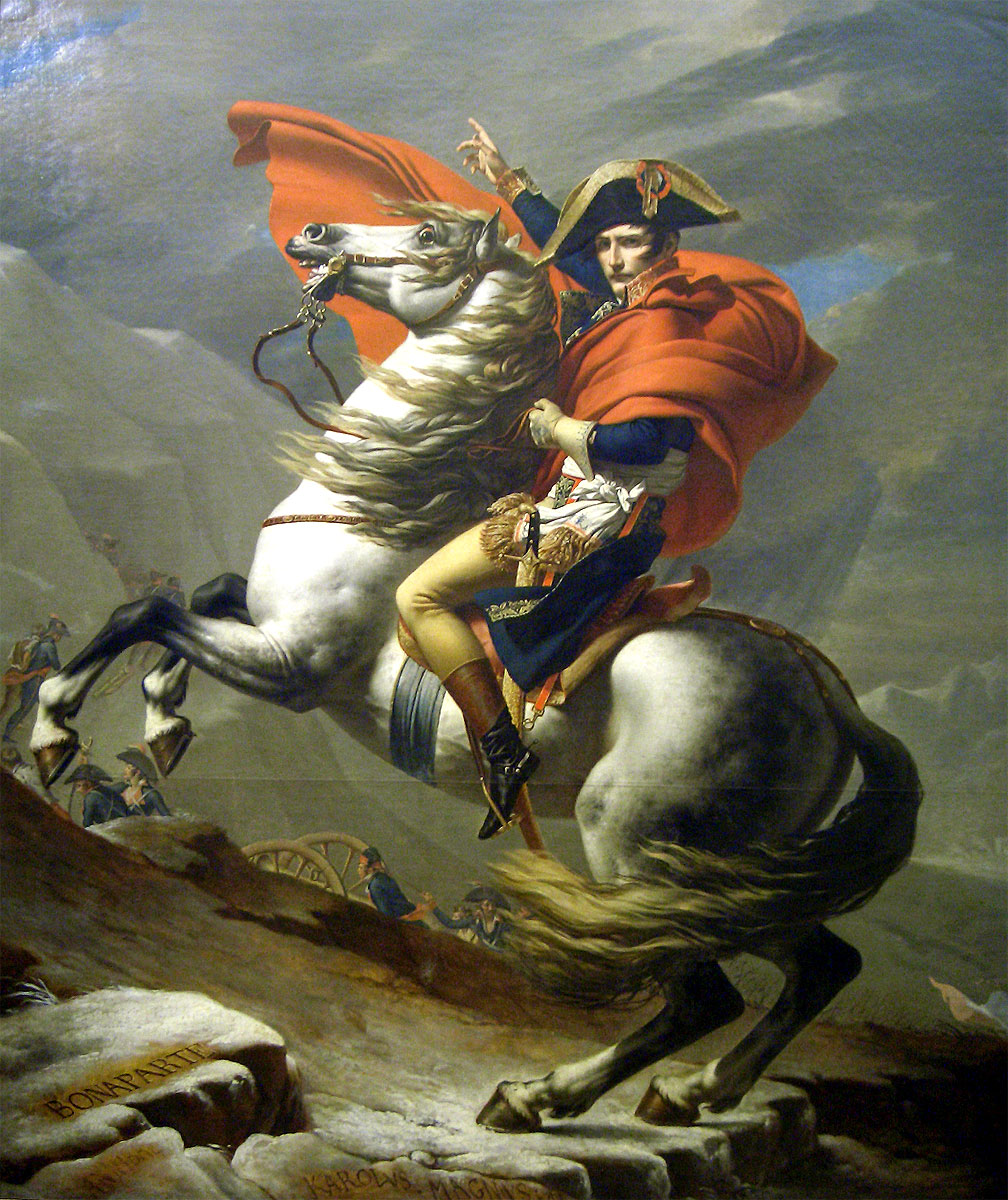
Наполеон на перевале Сен-Бернар. Жак Луи Давид

14 мая дивизия Ланна начала знаменитый переход через Альпы. Через Большой Сен-Бернар направилась главная масса войск по-эшелонно, дивизия за дивизией, впереди Ланн. Для облегчения марша, а главное для скрытия своих намерений, Бонапарт приказал одновременно направиться: Тюро (4 тысячи) через Мон-Сенис и демонстрировать к Турину — столице Пьемонта; Шабрану (5-6 тысяч) — через Малый Сен-Бернар и Бетанкуру (1 тысяча) — через Симплон. Таким образом, французская армия спускалась с Альп в 5 направлениях: главная масса, (40 тысяч) шла в центре, сохраняя возможность соединиться с Монсеем (15 тысяч), Шабраном и Тюро, что в общем составляло 65 тысяч при 60 орудиях.
Это движение окончательно сбило с толку австрийцев, которые не в состоянии были выяснить направление движения главных сил. Однако, превосходно соображённый план операции представлял невероятные затруднения при его выполнении. Почти полное отсутствие местных продовольственных средств вынуждало везти все за собою, что при неимении не только удобных, но и вообще каких бы то ни было сообщений, затрудняло выполнение операции.
Наиболее трудный участок пути между селениями Сен-Пьер и Сен-Реми (15 километров), составлявший перевал через главный хребет, был совершенно недоступен для повозок. На прохождение его войсками без тяжестей необходимо было около 10 часов (для дивизии); для перевозки же обоза и особенно артиллерии — значительно более. Повозки были разгружены, запасы переложены в небольшие ящики, навьюченные на мулов. Большие затруднения представляла перевозка артиллерии; тела орудий обкладывались двумя половинами распиленных и выдолбленных внутри бревен и втаскивались на подъёмы людьми; на подъём и спуск одного орудия требовалось двое суток. Для разборки и сборки орудий, у подножия главного хребта были расположены 2 роты мастеровых (в Сен-Пьере и Сен-Реми). Бонапарт находился по ту сторону перевала и следил за подъёмом, а Бертье — по другую сторону и руководил войсками при спуске. Каждый день должна была переходить одна дивизия.
Первоначальная база была устроена в Лионе — Безансоне, затем в Вильневе заложена промежуточная база; госпитали расположены были в Сен-Пьере, Сен-Реми, Мартиньи и Вильневе. Каждый солдат имел на себе 40 патронов и 8-и дневный запас продовольствия.
В ночь на 15 мая Ланн (6 полков пехоты) первый опустился в долину Аоста, за ним в течение 16-20 мая перешли остальные дивизии со всеми тяжестями. Ланну приказано овладеть выходом из дефиле (долины рек Доры — Балтеи), защищённым крепостью Иврея, которую австрийцы хотя и начали приводить в оборонительное положение, но слишком поздно; тем не менее, явилось обстоятельство, едва не разрушившее так хорошо соображённую операцию.

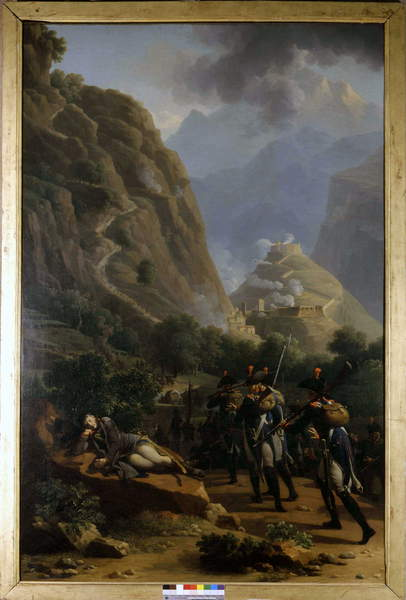
Наполеон у стен крепости Бар в 1800 году

Ущелье Аосты, постепенно расширяясь, обращается в долину, но недалеко от Ивреи оно снова сужается и под конец совершенно замыкается скалою, на которой стоял форт Бар, который был вооружён 22 орудиями и имел 400 человек гарнизона; единственная дорога проходила на близкий ружейный выстрел от форта. Эта серьёзная сама по себе преграда приобретала тем более важное значение, что была встречена неожиданно. Генерал Мареско, производивший разведку, не обратил на это особого внимания. Только прибытие сюда самого Бонапарта и быстро принятые им энергичные меры вывели армию из критического положения, и она прошла мимо форта Бар, для блокады которого была оставлена дивизия Шабрана (форт сдался 1 июня).
Ланн 22 мая подошёл к Иврее, и в этот день последний эшелон армии перевалил через Сен-Бернар. 24 мая пала Иврея, в которой заложена была новая промежуточная база. Ланн вышел в равнину Ломбардии, тесня перед собою войска Гадика. 28 мая авангард Ланна подошёл к Кивассо (на левом берегу По, в 20 километрах от Турина). К этому времени Тюро расположился при выходе из Сузского прохода; Монсей находился в 3-4 переходах от Беллинцоны; Лекки (2 тысячи итальянцев) вошёл в долину Сезии, для усиления Бетанкура и открытия сообщения с Монсеем. Сам Бонапарт находился при войсках Ланна и всюду показывался, так как в скрытности не было уже более надобности.
Таким образом, к 24 мая французская армия была расположена около Ивреи и могла в 1-2 дня сосредоточиться к полю сражения; австрийские же войска Меласа (из Ниццы к Иврее 200 километров, из-под Генуи 160 километров) могли подоспеть к Иврее не ранее как через 12 дней.
Мелас не верил в возможность появления у себя в тылу целой неприятельской армии, чему не мало способствовали успокоительные известия из Вены. Первые сведения об угрозе его сообщениям он получил в середине мая, окончательно же выяснилась для него обстановка только 31 мая, когда уже было слишком поздно. Однако, допуская присутствие у себя в тылу небольших неприятельских сил, он принял некоторые полумеры: привёл из-под Ниццы 10 тысяч к Турину, туда же были направлены Кайм, Гадик и небольшой отряд из отряда Эльсница; в общем, на верхнем По сосредоточилось около 30 тысяч, с которыми Мелас предполагал успешно оборонять По, прикрывая в то же время операции Эльсница против Сюше и Отта против Массены.
Это сосредоточение части сил Меласа к верхнему По было, очевидно, результатом искусной демонстраций Тюро от Сузы к Турину и Ланна от Ивреи к Кивассо. Дальнейшим развитием Маренгской операции являлось для французов расширение своей базы с целью обеспечения операционной линии. Для этого Бонапарт направил свою армию от Ивреи через Верчели в Милан, который и занял 2 июня; в то же время и Ланн, производя демонстрацию у Кивассо, свернул у этого пункта влево и через Трино и Кречентино двинулся к Павии, которую и занял 1 июня.
Занятие Милана было необходимо для общего сосредоточения всех французских войск и для захвата значительных средств, собранных в нём австрийцами. Кроме того, заняв Милан, удалив Вукасовича (10 тысяч), наблюдавшего за выходами в долину реки По со стороны Сен-Готарда, и вынудив его к отступлению за реки Адду и Минчио, Бонапарт обеспечивал дебуширование Монсея, который 26-27 мая перевалил Сен-Готард и 29 мая достиг Беллинцоны; наконец, на случай неблагоприятного оборота дел, обеспечивался новый путь отступления на Симплон и Сен-Готард, куда позже и было переведено значительное число французских магазинов. Все это служило к обеспечению смелого предприятия и значительно уменьшало риск, с которым было связано его исполнение. Однако, несомненные выгоды, связанные с занятием Милана, приобретались ценою замедления наступления.
Базируясь на Милан и захватив пути сообщения неприятеля по левому берегу По, Бонапарт решил сделать то же и по правому берегу, для чего необходимо было завладеть переправами через По в Бельджиойзо, Кремоне и особенно в Пьяченце; при этом надо было торопиться, чтобы предупредить неприятеля, для которого эти переправы имели ещё большее значение, так как через них шли сообщения Меласа из Пьемонта в Вену. Соединившись 6 июня в Милане с Монсеем, Бонапарт, не теряя времени, двинулся к реке По. В промежуток с 6 по 9 июня без особых помех река была форсирована в 3 пунктах: Ланн 6 июня — в Бельджиойзо, Мюрат 7 и 8 июня — в Пьяченце и Дюгем с дивизией Лоазона 9 июня — в Кремоне. Из перехваченных в Милане австрийских донесений Бонапарт узнал о сдаче Массеной 4 июня Генуи.

## Первые бои
Между тем, занятие французами Милана выяснило Меласу обстановку. Он приказал Эльсницу, Отту и вообще всем войскам спешить к Алессандрии и Пьяченце, но было уже поздно. Вторично он опаздывал сосредоточить свои силы, но на этот раз уже не для контр-манёвра, а для спасения армии. Кроме того, так как назначенный для сосредоточения пункт находился в руках французов (Пьяченца), то подходившие к нему войска австрийцев разбивались по частям.
Первою попала под удары колонна Отта (1-я бригада), шедшая через Боббио по долине реки Треббии; вторыми — войска, шедшие из Алессандрии, и 9 июня сам Отт в бою у Монте-Белло. Мелас, не имея возможности сосредоточить свои силы у Пьяченцы, отодвинулся к Алессандрии, где у него собралось 50 тысяч, к которым он мог ещё присоединить 25 тысяч из гарнизонов крепостей.

## Занятие Страделльской позиции
Развивая последовательно и логически свою операцию, Бонапарт переправляет главные силы через По и занимает позицию у Страделлы, с целью окончательно запереть все пути отступления Меласу.
На пути от Пьяченцы до Кастеджио Апеннины весьма близко подходят к реке По и образуют длинную теснину. Здесь и находится знаменитая Страделльская позиция, известная ещё из походов принца Евгения Савойского. В стратегическом отношении она непосредственно запирала единственную дорогу по правому берегу По и находилась в 2 переходах от Мадженты, Милана и Тортоны, то-есть была центральной относительно остальных путей отступления Меласа; в тактическом отношении она парализовала многочисленную и хорошую конницу австрийцев и имела превосходно обеспеченные фланги.
Ланн занял её ещё 7 июня. Бонапарт, прибыв в Страделлу 9 июня, приказал усилить позицию и построить мосты в Бельджиойзо и Пьяченце. На позиции у Страделлы расположилось 32 тысячи, предводимые Ланном, Виктором и Мюратом. Дивизия Шабрана — в Верчелли; ей было приказано при приближении неприятеля отходить за реку Тичино; дивизия Лопаипа стояла в Павии. Обеих дивизий (9-10 тысяч) считалось достаточным для удержания австрийцев на левом берегу По до прибытия главных сил (сутки). Отряд Бетанкура в Ароне прикрывал путь на Сен-Готард на случай неудачи. Дивизия Жили (3-4 тысячи) занимала Милан (цитадель ещё не сдалась). Дивизия Лоржа стояла в Лоди. Наконец, дивизия Лоазона (Дюгем) занимала Пьяченцу и Кремону. Всего 54-57 тысяч, расположенных хотя и разбросанно, но так, что в короткое время могли быть сосредоточены к любому пункту; в одни сутки главные силы сосредоточивались к Тичино или Пьяченце, в 2 дня у Милана или у Тортоны.
Это расположение является окончательным стратегическим развертыванием французской армии в Маренгской операции. До этого времени (9 июня), начиная с начала мая, все действия Бонапарта являлись подготовительными и характеризуются соединением решительности с осторожностью. Дальнейший период, с 9 по 14 июня, обнимает главные операции. Изложенная выше стратегическая обстановка показывает, что положение Меласа было безвыходное. Все пути были закрыты искусным расположением французских войск. Оставался ещё кружной путь через Тортону, Нови, Боккету на Кремону и Парму к нижнему По. Но Бонапарт, зорко следивший за противником и занимавший к тому же внутреннее положение, отрядил для закрытия этого пути генерала Дезе с дивизией Буде, расположив их у Ривальты и Нови. Наконец, Мелас не мог отступить и к Генуе, чтобы, опираясь на английский флот, выждать выручки, так как между Меласом и Генуей, у него в тылу, у Акви, стоял Сюше (20 тысяч). Таким образом, как Мелас, так и Бонапарт стояли каждый фронтом к своему тылу, но различие в положениях было громадное. У Бонапарта, благодаря расширенному тылу и обеспеченным сообщениям, успех всей операции сделался малозависимым от исхода сражения; у Меласа, наоборот, даже победное сражение приводило бы только к выигрышу своих сообщений.
Маренгская операция представляет собою образец стратегической комбинации, внимательное изучение которой сразу раскрывает всю сущность стратегии, но закончилась она плохой тактической развязкой, приведшей к типичному случайному сражению при Маренго, которое выиграли французы. 15 июня было подписано перемирие.
Во время отсутствия Наполеона в Париже завязались интриги, с которыми ему пришлось разбираться, вернувшись с победой. Считается, что Маренго было «крещением личной мощи Бонапарта».

## Результаты
Как ни хороша была в стратегическом отношении Маренгская операция, но она не принесла никакой пользы общему положению дел. После победы при Маренго война продолжалась до начала декабря, когда победа при Гогенлиндене — на главном театре военных действий — окончательно не решила участи войны. По мнению французского историка Ланфре, изложенному в его работе «История Наполеона I»: Маренгская операция соответствовала лишь личным интересам Бонапарта (его соперничеству с Моро) и явилась «делом великого виртуоза войны, но не делом генерала-патриота».